# Gymnotus arapaima
Gymnotus arapaima är en fiskart som beskrevs av Albert och Crampton 2001. Gymnotus arapaima ingår i släktet Gymnotus och familjen Gymnotidae. Inga underarter finns listade i Catalogue of Life.